# Organik Remixes
Albums de Robert Miles
Organik
(2001) Miles Gurtu
(2004)
Organik Remixes est un double album de Robert Miles, sorti le 18 novembre 2002 contenant des remixes issus de son précédent opus Organik.
Il comporte 14 titres répartis sur 2 CD, dont un inédit Bairhav auquel participe la vocaliste Amelia Cuni.

## Liste des titres
| 1. | Paths (FSOL Cosmic Jukebox mix)      | 3:54 |
| 2. | Wrong (Alexkid May B mix)            | 4:20 |
| 3. | Pour Te Parler (Riton Re-rub mix)    | 4:10 |
| 4. | Release Me (Da Lata El Duderino mix) | 5:35 |
| 5. | Pour Te Parler (Kuzu mix)            | 4:20 |
| 6. | Pour Te Parler (Fissure mix)         | 4:59 |
| 7. | Paths (KV5 mix)                      | 3:37 |

| 1. | It's All Coming Back (Chamber mix)               | 5:45 |
| 2. | Separation (2d Gen mix)                          | 3:39 |
| 3. | Connections (PunkA fro The Hackney Drive-By mix) | 6:55 |
| 4. | Improvisations Part 2 (Si Begg S.I. Futures mix) | 4:39 |
| 5. | Improvisations Part 2 (The Fabrics mix)          | 7:47 |
| 6. | Paths (Robert Miles Salted mix)                  | 6:02 |
| 7. | Bhairav (Robert Miles featuring Amelia Cuni)     | 7:38 |